# U-284
U-284 — средняя немецкая подводная лодка типа VIIC времён Второй мировой войны.

## История
Заказ на постройку субмарины был отдан 5 июня 1941 года. Лодка была заложена 1 июля 1942 года на верфи Бремен-Вулкан под строительным номером 49, спущена на воду 6 марта 1943 года. Лодка вошла в строй 14 апреля 1943 года под командованием оберлейтенанта Гюнтера Шольца.

### Флотилии
- 14 апреля — 31 октября 1943 года — 8-я флотилия (учебная)
- 1 ноября — 21 декабря 1943 года — 9-я флотилия

### История службы
Лодка совершила один боевой поход, успехов не достигла. Затонула 21 декабря 1943 года в Северной атлантике к юго-востоку от Гренландии, в районе с координатами 55°04′ с. ш. 30°23′ з. д. от полученных в море повреждений. 49 членов экипажа спаслись (погибших не было). Подошедшая однотипная U-629 эвакуировала экипаж с тонущей лодки и вернулась в Брест 5 января 1944 года.